# Бессемер (округ Лоуренс, Пенсільванія)
Бессемер (англ. Bessemer) — місто (англ. borough) в США, в окрузі Лоуренс штату Пенсільванія. Населення — 1076 осіб (2020).

## Географія
Бессемер розташований за координатами 40°58′38″ пн. ш. 80°29′19″ зх. д. / 40.97722° пн. ш. 80.48861° зх. д. (40.977156, -80.488722).  За даними Бюро перепису населення США в 2010 році місто мало площу 4,48 км², з яких 4,28 км² — суходіл та 0,20 км² — водойми.

## Демографія
Згідно з переписом 2010 року, у селищі мешкало 1111 осіб у 465 домогосподарствах у складі 319 родин. Густота населення становила 248 осіб/км².  Було 498 помешкань (111/км²).
Расовий склад населення:
| - 98,3 % — білих - 0,4 % — азіатів - 0,1 % — чорних або афроамериканців |

До двох чи більше рас належало 1,3 %. Частка іспаномовних становила 0,6 % від усіх жителів.
За віковим діапазоном населення розподілялося таким чином: 21,9 % — особи молодші 18 років, 58,1 % — особи у віці 18—64 років, 20,0 % — особи у віці 65 років та старші. Медіана віку мешканця становила 43,2 року. На 100 осіб жіночої статі у селищі припадало 92,5 чоловіків;  на 100 жінок у віці від 18 років та старших — 85,1 чоловіків також старших 18 років.
Середній дохід на одне домашнє господарство  становив 55 771 долар США (медіана — 44 107), а середній дохід на одну сім'ю — 67 135 доларів (медіана — 53 882). Медіана доходів становила 40 417 доларів для чоловіків та 30 139 доларів для жінок. За межею бідності перебувало 8,9 % осіб, у тому числі 15,2 % дітей у віці до 18 років та 3,1 % осіб у віці 65 років та старших.
Цивільне працевлаштоване населення становило 516 осіб. Основні галузі зайнятості: освіта, охорона здоров'я та соціальна допомога — 20,7 %, роздрібна торгівля — 12,4 %, транспорт — 11,8 %, будівництво — 11,8 %.